# Escaño (Burgos)
Escaño es una localidad del municipio de Villarcayo de Merindad de Castilla la Vieja, en la provincia de Burgos, perteneciente a la comarca de Las Merindades, y al partido judicial de Villarcayo.
La iglesia está dedicada a El Salvador.

## Localidades limítrofes
Confina con las siguientes localidades:
- Al noreste con Salazar.
- Al este con Casillas.
- Al sureste con Escanduso.
- Al noroeste con Brizuela y Nela.

## Demografía
Evolución de la población
| Gráfica de evolución demográfica de Escaño entre 2000 y 2017       |
|                                                                    |
| Población de derecho (2000-2017) según el padrón municipal del INE |

## Historia
Así se describe a Escaño en el tomo VII del Diccionario geográfico-estadístico-histórico de España y sus posesiones de Ultramar, obra impulsada por Pascual Madoz a mediados del siglo XIX:

Lugar en la provincia, diócesis, audiencia territorial y capitanía general de Burgos (14 leguas), partido judicial de Villarcayo (3/4) y ayuntamiento de la merindad de Castilla la Vieja; Situado a la falda de una montaña bastante elevada, y dividido en 2 barrios por el río Nela; su clima es frío, y las enfermedades reinantes las catarrales. Cuenta sobre 30 casas de piedra miserables; una escuela de ambos sexos, donde se enseña solo el tiempo de invierno; una iglesia parroquial matriz (San Salvador), que tiene por anejo el pueblo de Escanduso, y contiguo a la misma y a su N el cementerio; es servida por un cura y un sacristán. El término, en el cual se encuentran varias y buenas fuentes, confina por N Nela; E Salazar y Casillas; S Escanduso, y O Cubillos del Rojo. El terreno es de regular calidad, pero de corta extensión; le atraviesa el citado río Nela que nace en las montañas de Pax y corre sin variar de nombre hasta Trespaderne, en cuyo punto se incorpora con el Ebro; cruza aquel un puente de madera de pequeña elevación, sostenido por cepas de mampostería; en la referida montaña hay una parte poblada de encina alta y baja, hayas y algunos robles; los prados, aunque pocos, son naturales y crían yerba común. Caminos: los vecinales en mal estado. Correos: la correspondencia la reciben los interesados en Villarcayo los domingos, miércoles y viernes, despachándose los sábados, martes y jueves. Producciones: trigo, cebada, centeno, maíz, y toda clase de legumbres; ganado lanar, cabrío, vacuno y de cerda; caza de perdices y codornices, y pesca de truchas, anguilas y barbos. Industria: la agricultura y 2 molinos harineros. Población: 18 vecinos, 67 almas. Capital productivo: 195.310 reales. Imponible: 11.559.
Diccionario geográfico-estadístico-histórico de España y sus posesiones de Ultramar